# Два мула для сестри Сари
Два мула для сестри Сари (англ. Two Mules for Sister Sara) — американо-мексиканський вестерн 1970 року режисера Дона Сігела.

## Сюжет
Дії фільму відбуваються під час Франко-мексиканської війни 1861—1867 років. Авантюрист Гоган прямує в невелике містечко, в якому розташовані французькі війська. У нього є важливе завдання, виконавши яке він отримає велику грошову винагороду. У мексиканській пустелі він вбиває трьох бандитів які намагались зґвалтувати черницю Сару. Без особливого бажання він погоджується на те, що б дівчина продовжила з ним свій шлях. У місті він дізнається про те, що Сара не є такою вже святою і швидше за все вона взагалі не та, за кого себе видає.

## У ролях
| Актор              | Роль               |
| ------------------ | ------------------ |
| Ширлі Маклейн      | Сара               |
| Клінт Іствуд       | Гоган              |
| Мануель Фабрегас   | полковник Белтран  |
| Альберто Морін     | генерал Леклер     |
| Армандо Сильвестра | перший американець |
| Джон Келлі         | другий американець |
| Енріке Лусеро      | третій американець |
| Давид Поваль       | Хуан               |
| Ада Карраско       | мати Хуана         |
| Панчо Кордова      | батько Хуана       |
| Хосе Чавес         | Гораціо            |